# Hammaguir
Hammaguir (también escrito Hamaguir y Hammaguira) (árabe: حماقير) es una aldea en la provincia de Béchar, Argelia, al suroeste de Béchar. Se encuentra en la carretera nacional N50 entre Béchar y Tindouf. 
La ubicación es notable porque entre 1947 y 1967 hubo un lugar de lanzamiento de cohetes, el Centro de Pruebas de Vehículos Especiales Militares (abreviado CIEES en francés), cerca de Hammaguir, utilizado por Francia para lanzar cohetes de sondeo y el portador de satélites "Diamant" entre 1965 y 1967. La instalación CIEES también se utilizó para probar misiles tierra-aire y aire-aire. El primer satélite francés Astérix se lanzó desde allí en 1965. En honor a su papel en el desarrollo temprano de los vuelos espaciales franceses, su nombre se le dio a un cráter marciano en 1979 y a un cráter de asteroide en 2009.
Hammaguir tiene un clima desértico cálido, con veranos extremadamente calurosos e inviernos fríos, y muy pocas precipitaciones durante todo el año. La temperatura promedio es de 28 °C y la cantidad de lluvia que cae durante el año es de 50 mm.